# 小翠云
小翠云（学名：Selaginella kraussiana），也称小翠云草，为卷柏科卷柏属下的一个植物种。
原产非洲，广东（深圳）、贵州（贵阳）等地植物园有栽培，成片生长。欧洲、美洲栽培并有逸生。